# Pagaronia conformata
Pagaronia conformata är en insektsart som beskrevs av Hayashi och Yoshida 1995. Pagaronia conformata ingår i släktet Pagaronia och familjen dvärgstritar. Inga underarter finns listade i Catalogue of Life.